# Limopsis davinae
Limopsis davinae is een tweekleppigensoort uit de familie van de Limopsidae. De wetenschappelijke naam van de soort is voor het eerst geldig gepubliceerd in 1984 door Esteves.